# Mictochroa costiplaga
Mictochroa costiplaga är en fjärilsart som beskrevs av Jones 1914. Mictochroa costiplaga ingår i släktet Mictochroa och familjen nattflyn. Inga underarter finns listade i Catalogue of Life.